# Ursoaia (okręg Vrancea)
Ursoaia – wieś w Rumunii, w okręgu Vrancea, w gminie Reghiu. W 2011 roku liczyła 159
mieszkańców